# Hólar

Hólar er et lille samfund í Hjaltadal med omkring 100 beboere beliggende i distriktet Skagafjörður i det nordlige Island, omtrent 379 km fra Reykjavík.

## Historie
Hólar blev grundlagt som et bispedømme i 1106 af biskop Jón Ögmundsson og blev snart det ene af Islands to ledende læresteder. Hólar spillede en ledende rolle i den islandske samfundsudvikling i middelalderen, og var sæde for biskop Gudmund Arasson (1161–1237) under hans kamp med de islandske høvdinge.
Under biskop Jón Arason (1484–1550) blev Hólar det sidste fæste for den katolske tro på Island under reformationen. Under reformationen gik bispesædet Skálholt over til protestantismen, mens Hólar forblev katolsk. Den religiøse konflikt blev brutalt løst i 1550, da Hólars sidste katolske biskop Jón Arason blev ført til det sydlige Island og blev halshugget på Skálholt sammen med sine to sønner.
Den bedst kendte lutherske biskop ved Hólar var Guðbrandur Þorláksson.
Den første trykkerimaskinen ble introduceret ved Hólar i 1530. Hólars landbrugshøjskole blev grundlagt i 1882. Højskolen blev omdøbt til Hólar universitetshøjskole i 2003.